# Трикутник Пирогова
Трикутник Пирогова або язиковий трикутник шиї (лат. trigonum linguale) — анатомічна ділянка, що розташована в підщелепному трикутнику в межах занижньощелепної ямки та під під'язиково-язиковим м'язом (m. hyoglossus). Трикутник вперше описаний українським хірургом та анатомом Миколою Пироговим.

## Межі
Знизу та позаду - сухожилок заднього черевця двочеревцевого м'язу (m. digastricus).
Спереду — задній край щелепно-під'язикового м'язу (m. мylohyoideus)
Зверху — під'язиковий нерв.

## Клінічне значення
В межах трикутника проектуються язикова артерія та вена, до яких може бути виконано хірургічний доступ під час дисекції шиї.